# Robin Cormack

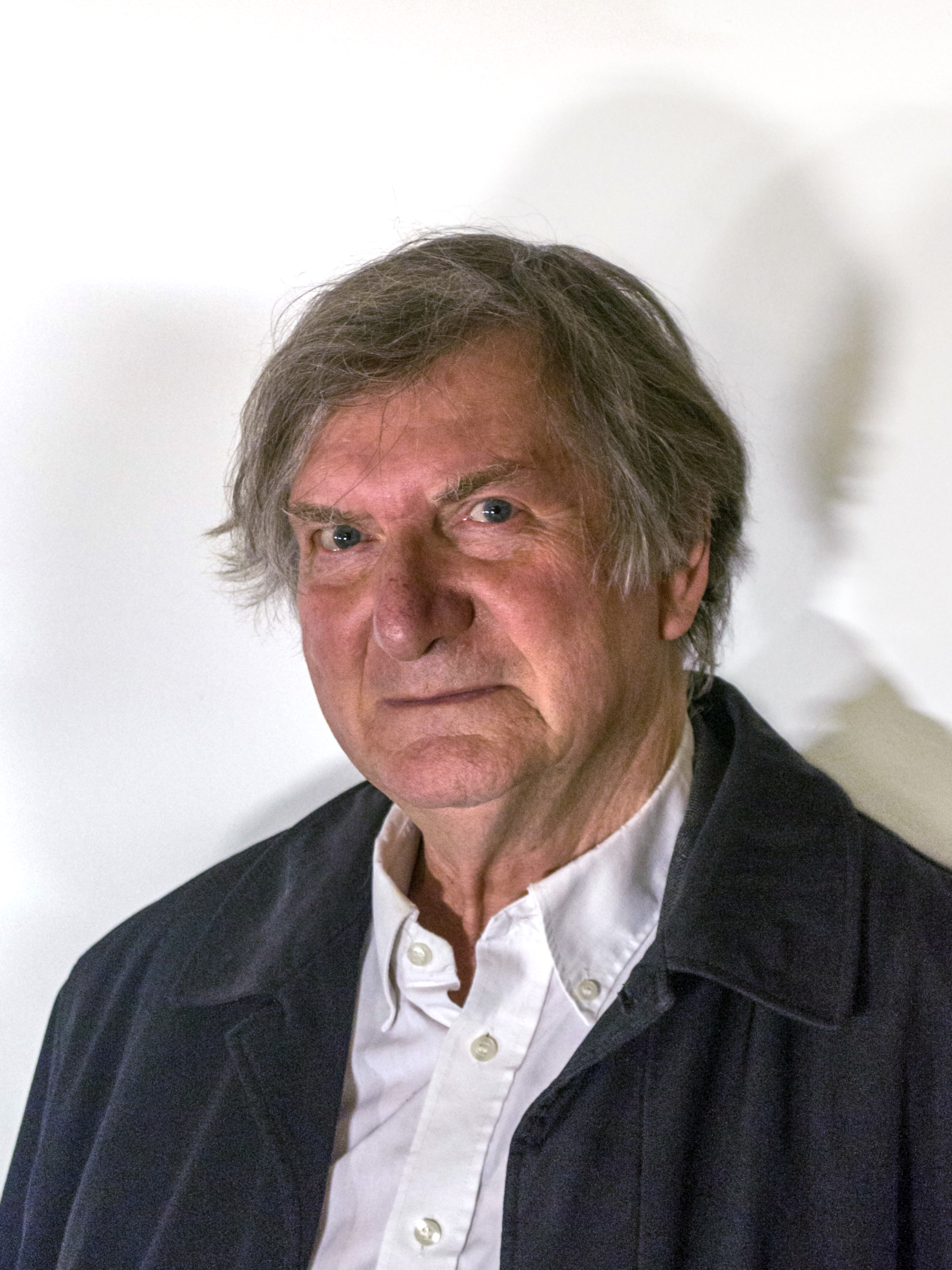
Robin Cormack, 2017

Robin Sinclair Cormack FSA (* 27. September 1938) ist ein britischer Kunsthistoriker und Byzantinist.

## Leben
Nach dem Besuch der Bristol Grammar School studierte Cormack am Exeter College der University of Oxford. Den PhD erwarb er mit einer Dissertation über Thessaloniki nach dem Bildersturm bei Hugo Buchthal und Cyril Mango. Von 1966 bis 1982 war er Lecturer am Courtauld Institute of Art der Universität London, unterbrochen 1972/73 von einem Fellowship an der Dumbarton Oaks Research Library. Nach drei Jahren als Reader am Warburg Institute (1982–1985) und zugleich einem Jahr am Robinson College der University of Cambridge (1984–1985) kehrte Cormack als Reader an das Courtauld Institute of Art zurück, wo er von 1991 bis zu seinem Ruhestand 2004 als Professor für Kunstgeschichte lehrte. Dort war er von 1999 bis 2002 auch stellvertretender Direktor.
Nach seiner Emeritierung 2004 hatte Cormack ein Leverhulme Emeritus Fellowship (2004–2006) und ein Stipendium am Getty Research Institute (2005–2006) inne und war Special Professor in Classics an der University of Nottingham (2005–2008).
Neben seinen akademischen Arbeiten war Cormack auch Beirat und Kurator verschiedener Ausstellungen zur byzantinischen Kunst und Kultur. Für seine Monographie Painting the soul erhielt er 1998 den Runciman Award.
Cormack war seit 1961 mit der Lehrerin Annabel Shackleton verheiratet; mit ihr hat er eine Tochter Sophie und einen Sohn Justin. Nach der Scheidung heiratete er 1985 die Althistorikerin Mary Beard; mit ihr hat er eine Tochter Zoe (* 1985) und einen Sohn Raphael (* 1987).
Sein Forschungsschwerpunkt ist die byzantinische Kunst, insbesondere auch die Ikonen.

## Schriften (Auswahl)
- Writing in gold. Byzantine society and its icons. Oxford University Press, 1985, ISBN 0-19-520486-7
  - französische Übersetzung: Icones et Société à Byzance. Traduit par Marie-Odile Bernez. G. Monfort, Paris, 1993, ISBN 2-85226-068-9
- The Byzantine Eye. Studies in art and patronage. Variorum Reprints, London, 1989, ISBN 0-86078-244-1
- Painting the soul. Icons, death masks, and shrouds. Reaktion, London, 1997, ISBN 1-86189-001-X
- Byzantine Art. Oxford University Press, 2000, ISBN 0-19-284211-0
- Icons. British Museum Press, 2007. ISBN 0-7141-2655-1
- mit Maria Vassilaki: Byzantium 330–1453. Catalogue of the Royal Academy Exhibition, 2008. ISBN 1-905711-26-3
- mit Elizabeth Jeffreys und John Haldon (Hrsg.): Oxford Handbook of Byzantine Studies. Oxford University Press, 2008. ISBN 0-19-925246-7